# Pluras kök
Pluras kök är ett matlagningsprogram på TV3 med musikern Plura Jonsson (från Eldkvarn). Programmet var en uppföljare till TV8:s tv-serie Mauro & Pluras kök och hade premiär 2011. Pluras kök följde i princip det format som etablerats av sin föregångare, med gäster i varje program. Den 9 september 2011 tilldelades programmet priset Kristallen för årets livsstilsprogram.
Mauro Scocco kunde inte göra fler program som programledare på grund av tidsbrist. Programmet bytte namn och Pluras bror Carla Jonsson verkade som bisittare i varje avsnitt, även om hans roll var betydligt mer passiv än Mauros. Den nya rollfördelningen gjorde samtidigt att det blev utrymme att bjuda in tre gäster per avsnitt i stället för två. Titelmusiken ändrades också till Eldkvarns Vår lilla stad.
Till säsong två så var Måns Herngren in som programledare tillsammans med Plura, Carla ersattes av Maria Andersson och gästerna gick tillbaka på två per avsnitt. Säsong två hade premiär på TV3 den 18 augusti 2012. Måns Herngren var mer involverad i matlagningen och i samtalen med gästerna och Maria Andersson stod för musiken. Både säsongerna ett och två spelades in i Plura Jonssons privata kök.
Den tredje säsongen spelades in i Spanien och kallades Pluras kök Spanien. Måns Herngren och Maria Andersson fungerade även i Spanien som bisittare tillsammans med Plura och varje vecka besöktes de av två gäster. Gästerna stannade över natten och var med om aktiviteter utanför köket. Säsong tre hade premiär den 2 februari 2013.
Inför julen 2013 gjordes en julspecial "Pluras jul - Hos Måns", där Plura och Måns Herngren bjöd hem gäster under fyra avsnitt inför julen och lagade julmat hemma hos Måns, Adrian Modiggård fungerade som musikalisk bisittare. Till varje avsnitt bjöds en artist och en kock. I programmet gjordes också utflykter. Dagen före julafton hölls en uppesittarkväll med flera gäster, bland andra Lena Endre, Dregen, Moneybrother och Miriam Bryant. Julspecialen visades innan den fjärde säsongen men spelades in efter inspelningarna av den fjärde säsongen.
Under säsongerna fyra och fem var Adrian Moddigård och Titiyo bisittare till Plura. Säsongerna spelades in på Sicilien respektive Istanbul.
Programmet symboliserades under säsongerna som spelades in i Stockholm av en svart stiliserad gris med texten "Pluras kök" i. Sedan ändrades bakgrunderna till en stiliserad tjur, bläckfisk respektive ett får med samma text för Spanien, Sicilien respektive Istanbul.
Programseren har lett till spin-off-programmet Mauro & Pluras tågluff, i vilket Mauro Scocco och Plura Jonsson reser genom Frankrike.
Ytterligare spinoffer är livsstilsprogrammet Pluras Paradis från 2015, där delar av Plura Jonssons torp i Södermanland renoveras och byggs ut  och inför julen 2016 spelades en ny julserie in. I serien var brodern Carla Jonsson åter bisittareoch gästerna var färre och inte i första hand musiker. Formaten var något annorlunda och de producerades av Mexiko media respektive Brand New Content.

## Avsnitt

### Säsong 1 (2011)
Säsongen visades på Tv8 och producerades av Jesper Lake på produktionsbolaget Mastiff. Avsnitten spelades in hemma hos Plura på Kungsholmen. Plura Jonssons bror, gitarrist i Eldkvarn, verkade som bisittare och stod för musiken. Till varje avsnitt kom tre gäster och ett stående inslag var "Pluras pärlor" där Plura Jonsson besökte en matbutik med en av gästerna.
| Avsnitt | Gäster                                                   | Mat                                                            | Pluras pärlor               | Sändningsdatum        |
| --- | -------------------------------------------------------- | -------------------------------------------------------------- | --------------------------- | --------------------- |
| 01 | "Fredrik Wikingsson, Leif GW Persson och Lisa Miskovsky" | Hummer med västerbottenaioli, gräsand à la GW och rabarberpaj. | Butiken Hav i Hötorgshallen | 2011-03-23, kl. 22:00 |
| "Leif GW Persson lär Plura hur man styckmördar en gräsand." Kvällens gäster är TV-programledaren Fredrik Wikingsson, författaren och kriminologiprofessorn Leif GW Persson och rockstjärnan Lisa Miskovsky och för bakgrundsmusiken står Carla Jonsson. Tillsammans lagar de hummer med västerbottenaioli, gräsand à la GW och rabarberpaj. I följetongen Pluras Pärlor tar Plura med Fredrik Wikingsson till butiken Hav i Hötorgshallen. |                                                          |                                                                |                             |                       |

| Avsnitt | Gäster                                    | Mat                                                                                     | Pluras pärlor                                 | Sändningsdatum        |
| --- | ----------------------------------------- | --------------------------------------------------------------------------------------- | --------------------------------------------- | --------------------- |
| 02 | "Måns Herngren, Titiyo och Maja Ivarsson" | ägg florentine, helstekt hjortkotlettrad med selleripuré och äppeltarte med vaniljglass | B. Anderssons Fågel & Vilt i Östermalmshallen | 2011-03-29, kl. 22:00 |
| "- Ett av mitt livs bästa kvällar, säger Plura om kvällen med Måns, Maja och Titiyo." Kvällens huvudgäst är regissören Måns Herngren tillsammans med pop- och rockstjärnorna Titiyo och Maja Ivarsson, som tillsammans lagar ägg florentine, helstekt hjortkotlettrad med selleripuré och äppeltarte med vaniljglass. Carla Jonsson står för bakgrundsmusiken. I Pluras Pärlor tar Plura med Måns Herngren till B. Anderssons Fågel & Vilt i Östermalmshallen. |                                           |                                                                                         |                                               |                       |

| Avsnitt | Gäster                                          | Mat                                              | Pluras pärlor | Sändningsdatum        |
| --- | ----------------------------------------------- | ------------------------------------------------ | ------------- | --------------------- |
| 03 | "Johan Ulvesson, Dregen och Pernilla Andersson" | carpaccio på tonfisk, lammgryta och crème brûlée | Husa Gård     | 2011-04-05, kl. 22:00 |
| "Obekväm stämning i köket när Plura drar ett sexskämt framför Dregens fru." Skådespelaren Johan Ulvesson, Backyard Babies-gitarristen Dregen och hans fru, sångerskan Pernilla Andersson besöker Plura och lagar carpaccio på tonfisk, lammgryta och crème brûlée medan Carla Jonsson står för bakgrundsmusiken. Plura och Johan Ulvesson åker i Pluras Pärlor till Husa Gård, som specialiserat sig på kravmärkt kött. |                                                 |                                                  |               |                       |

| Avsnitt | Gäster                                            | Mat                                         | Pluras pärlor          | Sändningsdatum        |
| --- | ------------------------------------------------- | ------------------------------------------- | ---------------------- | --------------------- |
| 04 | "Jill Johnson, Johan Rheborg och Robert Aschberg" | Kreolsk scampi, beef chili och pecannötspaj | Grönsakshallen Sorunda | 2011-04-12, kl. 22:00 |
| "Johan Rehborg, Robert Aschberg och Jill Johnson på besök i Pluras kök." Musikern Jill Johnson gästar Plura tillsammans med skådespelaren Johan Rheborg och journalisten och TV-programledaren Robert Aschberg. Bakgrundsmusiken till matlagningen står Carla Jonsson för. De lagar kreolsk scampi, beef chili och pecannötspaj. I Pluras Pärlor åker Plura och Jill Johnson till Grönsakshallen Sorunda. |                                                   |                                             |                        |                       |

| Avsnitt | Gäster                                            | Mat                                                                               | Pluras pärlor | Sändningsdatum        |
| --- | ------------------------------------------------- | --------------------------------------------------------------------------------- | ------------- | --------------------- |
| 05 | "Jason Diakité, Elin Klinga och Stefan Sundström" | Carpaccio, chuletón med padrones och flan brûlée med apelsin- och jordgubbssallad | Restaurang AG | 2011-04-19, kl. 22:00 |
| "Timbuktu, Elin Klinga och Stefan Sundström veckans gäster i Pluras kök." Hiphop-artisten Jason Diakité, mer känd som Timbuktu gästar Plura tillsammans med skådespelaren Elin Klinga och trubaduren Stefan Sundström. Elin Klinga avslöjar att det är hon som är "Sarah" i Mauro Scoccos låt med samma namn. Carla Jonsson står, som vanligt, för bakgrundsmusiken. Maten de lagar är klassisk carpaccio, chuletón med padrones och flan brûlée med apelsin- och jordgubbssallad. Plura tar med Timbuktu till Restaurang AG i Pluras Pärlor. |                                                   |                                                                                   |               |                       |

| Avsnitt | Gäster                                                | Mat                                                                   | Pluras pärlor                 | Sändningsdatum        |
| --- | ----------------------------------------------------- | --------------------------------------------------------------------- | ----------------------------- | --------------------- |
| 06 | "Timo Räisinen, Hanna Hellquist och Henrik Schyffert" | Skaldjurstapas, pyttipanna och friterad västerbottensost med hjortron | Butiken Cajsa Warg i Vasastan | 2011-04-26, kl. 22:00 |
| "Hanna Hellquist, Henrik Schyffert och Timo Räisänen veckans gäster i köket." I Pluras Kök gästar popartisten Timo Räisinen tillsammans med krönikören och författaren Hanna Hellquist och skådespelaren Henrik Schyffert medan Carla Jonsson spelar bakgrundsmusiken. Avsnittets meny består av skaldjurstapas, en klassisk pyttipanna och friterad västerbottensost med hjortron. I Pluras Pärlor åker Plura och Timo Räisinen till Cajsa Warg i Vasastan. |                                                       |                                                                       |                               |                       |

| Avsnitt | Gäster                                               | Mat           | Pluras pärlor | Sändningsdatum        |
| --- | ---------------------------------------------------- | ------------- | ------------- | --------------------- |
| 07 | "Tomas Di Leva, Veronica Maggio och Maria Andersson" | Plura Jonsson | Jasper Lake   | 2011-05-10, kl. 22:00 |
| "Jag kommer, jag kommer säger Veronica Maggio när Plura bjuder in till köket." Musikern och skådespelaren Tomas Di Leva huvudgästar tillsammans med popstjärnan Veronica Maggio och Sahara Hotnights-sångerskan Maria Andersson och Carla Jonsson finns med som bakgrundsmusiker. Menyn är vegetarisk och de lagar fetaost- och rödbetspaket, briam med bönsallad och nektariner flamberade i rom Plura och Tomas Di Leva beger sig i Pluras Pärlor till Nibble Trädgård i Järna, utanför Södertälje. |                                                      |               |               |                       |

| Avsnitt | Gäster                                            | Mat | Pluras pärlor               | Sändningsdatum        |
| --- | ------------------------------------------------- | --- | --------------------------- | --------------------- |
| 08 | "Mauro Scocco, Christine Meltzer och Amanda Ooms" | Vitlöksfrästa pilgrimsmusslor med blomkålspuré, smörstekt abborre med svampstuvning och chokladrulltårta med jordgubbssallad. | Gamla Stans Fisk & Catering | 2011-05-17, kl. 22:00 |
| "Mauro Scocco gör bejublad comeback vid säsongens sista middag hemma hos Plura." I säsongsfinalen av Pluras Kök så gör den före detta Mauro & Pluras Kök-programledaren och musikern Mauro Scocco comeback som huvudgäst, tillsammans med skådespelaren Christine Meltzer och tillika skådespelaren, författaren och konstnären Amanda Ooms medan Carla Jonsson står för bakgrundsmusiken. De lagar vitlöksfrästa pilgrimsmusslor med blomkålspuré, smörstekt abborre med svampstuvning och chokladrulltårta med jordgubbssallad. Som huvudgäst så följer Mauro Scocco med Plura till Gamla Stans Fisk & Catering i Pluras Pärlor. |                                                   | |                             |                       |

### Säsong 2 (2012)
Säsongen visades på Tv8 och producerades av Jesper Lake på produktionsbolaget Mastiff. Avsnitten spelades in hemma hos Plura på Kungsholmen. Måns Herngren fungerade som bisittare till Plura Jonsson och var engagerad i matlagning och intervjuer. Maria Andersson fungerade som husmusiker. Till avsnitten var två gäster inbjudna, i samtliga avsnitt en manlig och en kvinnlig. Måns Herngren och Plura besökte lunchsställen i inslag kallade "Lunchpärlor". I flera avsnitt presenterades också recept på drinkar med initiativ från Måns Herngren. Varje avsnitt hade ett löst sammanhållet tema.
| Avsnitt | Gäster                                | Mat | Drink                           | Lunchpärla                                           | Sändningsdatum        |
| --- | ------------------------------------- | --- | ------------------------------- | ---------------------------------------------------- | --------------------- |
| 01 Lasse Berghagen-tema | "Lasse Berghagen och Vanna Rosenberg" | Surströmmingssmörgås, piggvar med primörer, pepparrot och smör samt sockerkaka med chokladganache och grädde. | Dagens (vitt vin och fruktsoda) | Gustav Öhmans cykel och grillvagn med surdegsmackor. | 2012-08-18, kl. 21:00 |
| "Plura smiter från gårdsstädningen - men Lasse Berghagen charmar grannarna med allsång." I säsongens första avsnitt huvudgästas Pluras kök av musikern och TV-profilen Lasse Berghagen, tillsammans med skådespelaren Vanna Rosenberg. Kvällens maträtter är surströmmingssmörgås med nubbe, piggvar med primörer, pepparrot och smör och sockerkaka med chokladganache och grädde. För bakgrundsmusiken står Sahara Hotnights-sångerskan Maria Andersson. I den nya följetongen, Lunchpärlan, beger sig Plura och Måns Herngren ut för att finna Stockholms bästa lunchrestauranger. I det här avsnittet beger de sig till Huvudsta där de träffar Gustav Öhman, som tillreder egna surdegssmörgåsar som han säljer ifrån en kombinerad cykel och grillvagn. När Lasse Berghagen kommer blir han bjuden på en "Dagens", ett glas vitt vin med fruktsoda. |                                       | |                                 |                                                      |                       |

| Avsnitt | Gäster                         | Mat                                         | Drink               | Lunchpärla       | Sändningsdatum |
| --- | ------------------------------ | ------------------------------------------- | ------------------- | ---------------- | -------------- |
| 02 Amerikanskt | "Filip Hammar och Kajsa Grytt" | Crabcakes, hamburgare och Rocky road glass. | Long Island Ice Tea | Flipping burgers |                |
| Måns Herngren är bakfull efter inspelningen av föregående program och startar med Bloody Mary. Avsnittets tema är amerikanskt och programledaren Filip Hammar är gäst tillsammans med sångerskan Kajsa Grytt. Kajsa Grytt hade ett förhållande med Plura Jonsson på 1980-talet som har behandlats i låtar och boktexter av de båda. Det lagades crabcakes med tartarsås, hamburgare i bröd med dressing och pommes frites samt hemmagjord Rocky road glass det vill säga glass med nedrörd kolasås, marshmallows och pekannötter Lunchpärlan var Flipping Burgers, en prisbelönt hamburgerrestaurang på Kungsholmen och kvällens drink var Long Island Ice Tea. |                                |                                             |                     |                  |                |

| Avsnitt | Gäster                    | Mat                                               | Drink                                                      | Lunchpärla    | Sändningsdatum |
| --- | ------------------------- | ------------------------------------------------- | ---------------------------------------------------------- | ------------- | -------------- |
| 03 Lammtema | "Petter och Adiam Dymott" | Lammentrésallad, lammracks och ugnsbakad rabarber | Cevicheria Aji y Ajo, peruansk fiskrestaurang i Hökarängen | Old fashioned |                |
| Petter berättar om sin kommunikation med Lasse Berghagen och Adiam Dymott har med sig ett isblock i present till Måns Herngren. Isblocket är gjort för att användas i drinkar och är tillverkad så att det saknar luftbubblor. Lammtemat innebär att det blir tunga, och Petter är skeptisk till upplevelsen. I inslaget "Lunchpärlan" besöker programledarna en peruansk fiskrestaurang i Hökarängen, Cevicheria Aji y Ajo. I köket hos Plura lagas det lammentrésallad med tunga och bräss, lammracks samt ugnsbakad rabarber med vit chokladmousse och strössel. På kvällen bjuder Måns Herngren på drinken Old Fashioned, serverad på luftbubblefri is. |                           |                                                   |                                                            |               |                |

| Avsnitt | Gäster                                | Mat                                       | Drink   | Lunchpärla | Sändningsdatum |
| --- | ------------------------------------- | ----------------------------------------- | ------- | ---------- | -------------- |
| 04 Franskt | "Helena Bergström och Ebbot Lundberg" | Grodlår, Boeuf Bourgignon, Crepes suzette | Sidecar | Euro Deli  |                |
| Ebbot Lundberg blir bjuden på öl som är namngiven efter honom och vars etikett är visar en bild på honom, utan att han själv har gjort något eller blivit tillfrågad. Helena Bergström och Måns Herngren arbetade ihop som unga och har en del att reda ut. Det var genom Helena Bergström som Måns Herngren lärde känna Hannes Holm med vilken han fortsatte ett intimt samarbete med. Lunchpärlan är en polsk restaurang i Hagsätra vid namn Euro Deli och kvällens drink är Sidecar. Det franska temat syns i menyn som består av grodlår, Boeuf Bourgignon och Crepes Suzette. Till efterrätten dyker Hannes Holm upp efter att Måns Herngren kontaktat honom. |                                       |                                           |         |            |                |

| Avsnitt | Gäster                      | Mat                                       | Drink   | Lunchpärla | Sändningsdatum |
| --- | --------------------------- | ----------------------------------------- | ------- | ---------- | -------------- |
| 05 Spanskt | "Miss Li och Tommy Körberg" | Tapas, helstekt spädgris och citronsorbet | Sangria | La Neta    |                |
| Tommy Körberg och Miss Li blir bjudna på Sangria. Tommy Körberg berättar 60-talsminnen och Miss Li har pianolektioner. Lunchpärlan var La Neta, en mexikansk restaurang vid Norra Bantorget. I Pluras kök lagades Tapas: vitlöksfrästa chiperones, stekt strömming och setas con queso Roquefort, samt helstekt spädgris och citronsorbet. |                             |                                           |         |            |                |

| Avsnitt | Gäster                       | Mat                                                                 | Drink         | Lunchpärla      | Sändningsdatum |
| --- | ---------------------------- | ------------------------------------------------------------------- | ------------- | --------------- | -------------- |
| 06 Asiatiskt | "Patrik Arve och Moa Gammel" | Svampdumplings, ramensoppa och flamberad ananas med vaniljkokoskräm | Golden Shower | Fang Yan Shi Wu |                |
| Skådespelerskan Moa Gammel introducerade snapsen Golden Shower, en variant på Tequila Shot. Med en Tequila Shot slickas först salt upp, sen tas en snaps tequila och sist sugs saften ur en citronklyfta. Vid en Golden Shower ska endast färgad teguila drickas och istället för salt och citron är tillbehören kanel och apelsin. Moa Gammel visade också sitt partytrick: Att balansera en flaska på undersidan av tårna. Den andra gästen, Patrik Arve, sågade is med den nyinskaffade motårsågen. Lunchpärlan var Fang Yan Shi Wu, en kinesisk restaurang i Hammarby sjöstad. Till middagen åts svampdumplings, ramensoppa samt flamberad ananas med vaniljkokoskräm. Till det lite sake. |                              |                                                                     |               |                 |                |

| Avsnitt | Gäster                                 | Mat                                            | Drink                                                                  | Lunchpärla | Sändningsdatum |
| --- | -------------------------------------- | ---------------------------------------------- | ---------------------------------------------------------------------- | ---------- | -------------- |
| 07 Korvtema | "Niklas Strömstedt och Marie Göranzon" | Halstrad anklever, ankkorv och körsbärsstrudel | Brännvin garnerad med falukorvsskiva, Niklas Stömstedts pop och twist. | YH Gourmet |                |
| Gäster var artisten Niklas Strömstedt och skådespelerskan Marie Göranzon. Niklas Strömstedt bjöds på fördrink efter tips från Leif G.W. Persson: Ett glas brännvin garnerad med falukorvsskiva. Sedan skulle de båda få sabrerad champagne, men sabreringen misslyckades när flaskan krossades i Måns Herngrens hand. Det lagades halstrad färsk anklever med varma fikon och druvor, ankkorv med chutney samt körsbärsstrudel. Lunchpärlan var YH Gourmet, ett korvstånd vid Årstaviken. Niklas Strömstedt stod för drinkreceptet: Niklas Stömstedts pop och twist som bestod av vodka, campari, cointreau och tonic. Detta serverades i glas med stor bubbelfri isbit. |                                        |                                                |                                                                        |            |                |

| Avsnitt | Gäster                                                  | Mat                                                                      | Drink | Lunchpärla               | Sändningsdatum |
| --- | ------------------------------------------------------- | ------------------------------------------------------------------------ | ----- | ------------------------ | -------------- |
| 08 Extra allt | "Mauro Scocco, Josephine Bornebusch och Felix Herngren" | Grillad seabass och bläckfisk samt toscakorgar med jordgubbar och grädde |       | Creperiet vid Molstaberg |                |
| Säsongens sista avsnitt hade temat "Extra allt" och det innebar bland annat tre gäster. Mauro Scocco som tillsammans med Plura Jonsson skapade konceptet, skådespelerskan Josephine Bornebusch och Felix Herngren. Felix Herngren är bror till Måns Herngren och arbetar tillsammans med Josephine Bornebusch i situationskomedin Solsidan. Lunchpärlan var Creperiet vid Molstaberg, belägen utanför Gnesta en timme från Stockholm. I köket och på grillen på gården lagades grillad seabass och grillad bläckfisk med "Turkiska röror": Aubergine- och fetaoströra samt stark tomatröra. Till dessert toscakorgar med jordgubbar och grädde. |                                                         |                                                                          |       |                          |                |

### Säsong 3 (Pluras kök Spanien)
Till säsong 3 flyttade Pluras kök till Spanien och ett hus utanför Barcelona. Programmet bytte också kanal till Tv3 och hade premiär den 2 februari 2013. Säsongen producerades av Jesper Lake på produktionsbolaget Mastiff.
Både Måns Herngren och Maria Andersson fungerade även i Spanien som bisittare och varje vecka besöktes de av två gäster. De hämtades av husets allt-i-allo Daniel i en Citroën Méhari. Gästerna välkomnades i varje program med tre tapas och stannade över natten och därför fanns tid för utflykter och aktiviteter. En av gästerna stod för veckans dessert.
| Avsnitt | Gäster                                | Mat                                                                                              | Utflykt | Sändningsdatum |
| --- | ------------------------------------- | ------------------------------------------------------------------------------------------------ | --- | -------------- |
| 01 | "Henrik Dorsin och Sylvia Vrethammar" | Tapas: Grillad sardin, lammnjure och galicisk bläckfisk. Saltinbakat lamm och Frun i husets kaka | Sylvia Vrethammar och Plura äter söndagslunch medan Måns Herngren, Maria Andersson och Henrik Dorsin provar vin. | 2013-02-02     |
| Säsongens första gäster är Sylvia Vrethammar, som haft en hit med låten Eviva España och komikern Henrik Dorsin. De börjar med att göra tapas: Grillad sardin, lammnjure och galicisk bläckfisk. Nästa dag ska det lagas lamm och därför åker Sylvia Vrethammar och Plura Jonsson till en lamm medan Henrik Dorsin åker med Måns Herngren och Maria Andersson till en vingården Pares Balta för att köpa lämpligt vin. Därefter lagas saltinbakat lamm och Sylvia Vrethammar står för veckans dessert som är chokladkaka, benämnd Frun i husets kaka. |                                       |                                                                                                  | |                |

| Avsnitt | Gäster                               | Mat                                                                             | Utflykt | Sändningsdatum |
| --- | ------------------------------------ | ------------------------------------------------------------------------------- | --- | -------------- |
| 02 | "Maja Ivarsson och Henrik Schyffert" | Tapas: Padrones, sniglar och gambas ala plancha. kaninpaella och crema catalana | Maja Ivarsson och Maria Andersson åker till Barcelona och saluhallen, Plura Jonsson och Måns Herngren besöker kaninrestaurang. |                |
| Maja Ivarsson och Henrik Schyffert kommer till Pluras kök och blir välkomnade med padrones, sniglar samt gambas ala plancha. Följande dag åker Maja Ivarsson och Maria Andersson till saluhallen i Barcelona, La Boqueria, medan Måns Herngren och Plura Jonsson besöker en restaurang som specialiserat sig på kanin. På kvällen blir det också kaninpaella. Vinet köptes från Daniel och Henrik Schyffert stod för efterrätten med crema catalana. |                                      |                                                                                 | |                |

| Avsnitt | Gäster                             | Mat | Utflykt | Sändningsdatum |
| --- | ---------------------------------- | --- | --- | -------------- |
| 03 | "Bo Sundström och Susanne Thorson" | Tapas: Grillad sparris med manchego, kabanoss och vaktelägg samt percebes. Grillade skaldjur och kärleksmums. | Måns Herngren och Bo Sundström åker på snorkel- och fisketur. Plura Jonsson, Susanne Thorson och Maria Andersson plockar vin med Plura Jonsson. |                |
| I avsnitt tre är Bo Sundström från Bo Kaspers orkester och skådespelerskan Susanne Thorson gäster. De välkomnas med cava och tre sorters tapas: Grillad sparris med manchego, pinchos med kabanoss och vaktelägg samt kokta percebes. Måns Herngren och Bo Sundström åker på snorkel- och fisketur medan Plura Jonsson, Susanne Thorson och Maria Andersson plockar vin. På kvällen lagades grillade skaldjur med tre sorters såser och Maria Thorson bakade kärleksmums. |                                    | | |                |

| Avsnitt | Gäster                           | Mat                                                                         | Utflykt | Sändningsdatum |
| --- | -------------------------------- | --------------------------------------------------------------------------- | ------- | -------------- |
| 04 | "Titiyo och Helena af Sandeberg" | Tapas: Kycklinglevermousse, piperada och tuppkam. Helstekt tupp och pavlova |         |                |
| De båda gästerna artisten Titiyo och skådspelaren Helena af Sandeberg bjuds på kycklinglevermousse, piperada (skinka och grönsaker stekt med äggstanning) och halstrad confiterad tuppkam. De åker sedan tillsammans med Måns Herngren till ett spökslott där Franco har bott för övernattning. Dagen efter besöker de Raimat, som är Europas största vingård. Maria Andersson och Plura Jonsson tar cyklarna till den ekologiska tuppfarmen Sanluca de Barameda. Till middagen äts sedan helstekt svart tupp med grillade grönsaker samt pavlova med persikor och fikon till efterrätt |                                  |                                                                             |         |                |

1. David Batra och Klara Zimmergren
2. Markus Krunegård och Fanny Risberg
3. Adam Alsing och Ken Ring
4. Oskar Linnros och Melinda Kinnaman samt Mauro Scocco

### Julspecial (Pluras jul - Hos Måns)
1. Kock: Johan Jureskog och gäst: Melinda Kinnaman
2. Kock: Renée Voltaire och gäst: Moneybrother
3. Kock: Jens Sjögren och gäst: Felix Herngren
4. Kock: Sebastien Boudet och gäst: Björn Kjellman

Samt en direktsänd uppesittarkväll 23 december 2013.

### Säsong 4 (Pluras kök Sicilien)
1. Mikael Persbrandt och Juha Mulari
2. Andreas Kleerup och Jenny Berggren
3. Ebbot Lundberg och Lotta Lundgren
4. Måns Zelmerlöw och Miriam Bryant
5. Lena Endre och Eagle-Eye Cherry
6. Johannes Brost och Linnea Henriksson
7. Sigge Eklund och Nina Persson
8. Wille Craaford och Pauline
9. Måns Herngren och Elliphant
10. Mauro Scocco och Jill Johnson

### Säsong 5 (Pluras kök Istanbul)
1. Eric Saade och Caroline Winberg. Sändes 7 februari 2015.
2. John Engelbert och Eva Fröling. Sändes 14 februari 2015.
3. Pelle Almqvist och Nour El Refai. Sändes 21 februari 2015.
4. Kjell Bergkvist och Eva Röse. Sändes 28 februari 2015.
5. Tomas Andersson Wij och Cecilia Forss. Sändes 7 mars 2015.
6. Charlotte Perrelli och Johan T Karlsson (Familjen)
7. Caroline Af Ugglas och Marie Bergman
8. Mauro Scocco och Julia Frej

### Pluras Jul 2016
Plura Jonsson tar ut gäster till ett hus i skärgården med Carla Jonsson är bisittare. Det är färre gäster och programmen är en halv timme långa. De sex avsnitten sändes på TV3, med ett dubbelavsnitt dagen före julafton. De producerades av Brand New Content.
| Avsnitt | Gäster                             | Mat                                      | Sändningsdatum   |
| ------- | ---------------------------------- | ---------------------------------------- | ---------------- |
| 1       | Robert Gustafsson                  | Sill och revbensspjäll                   | 13 december 2016 |
| 2       | Carolina Gynning                   | Julskinka, egen senap och mandelmusslor  | 15 december 2016 |
| 3       | Michael Nyqvist                    | Janssons frestelse, rökt fisk och snaps  | 20 december 2016 |
| 4       | Johan Ulveson                      | Hummer, ansjovis och musslor             | 22 december 2016 |
| 5       | Özz Nûjen och Alexandra Pascalidou | Kalkon och hasselbackspotatis            | 23 december 2016 |
| 6       | Malena Ernman och Mauro Scocco     | Gäddqueneller, julknäck och lerpottasill | 23 december 2016 |